# Коков, Казбек Валерьевич
Казбек Валерьевич Коков (кабард.-черк. КӀуэкӀуэ Валерэ и къуэ Къазбэч; род. 20 июля 1973, Второй Лескен, Кабардино-Балкарская АССР) — российский государственный и политический деятель. Глава Кабардино-Балкарской Республики с 3 октября 2019 (врио 26 сентября 2018 — 3 октября 2019). Секретарь кабардино-балкарского регионального отделения партии «Единая Россия» с 6 ноября 2019.

## Биография
Родился в семье директора совхоза «Лескенский» Урванского района Кабардино-Балкарской АССР Валерия Кокова (в будущем — первого президента Кабардино-Балкарской Республики).
- Окончил Кабардино-Балкарский агромелиоративный институт по специальности «ученый-агроном».
- С 1995 года — заместитель генерального директора по коммерческим и общим вопросам ОАО «Халвичный завод „Нальчикский“».
- С 2002 года — генеральный директор ОАО «Каббалкресурсы».
- С 2003 по 2007 год — депутат Нальчикского городского Совета местного самоуправления.
- В марте 2009 года — избран депутатом парламента Кабардино-Балкарии. Был членом комитета по аграрной политике и природопользованию в парламенте КБР.
- 16 декабря 2010 года — назначен заместителем министра сельского хозяйства и продовольствия КБР
- С апреля 2013 по 26 сентября 2018 — советник регионального блока управления президента России по внутренней политике, куратор Северо-Кавказского региона.

## Глава Кабардино-Балкарской Республики
26 сентября 2018 был назначен врио главы Кабардино-Балкарской Республики.
В первую же неделю принял кадровые решения: по увольнению ряда сотрудников аппарата руководителя КБР. Были уволены помощник главы КБР Анзор Гонибов и два советника главы региона — Заур Вороков и Сергей Касумов.
В качестве приоритетных направлений работы Коков называет поддержку местного бизнеса, улучшение инвестиционного климата и создание социальных лифтов для молодежи. По мнению главы региона, самореализация молодых специалистов чрезвычайно важна.
Коков отмечает, что с уважением относится к наследию предыдущего поколения руководителей, в том числе и его отца. Тем не менее, он не боится сравнений и, по его словам, готов работать в новых условиях, с учётом происходящих процессов.
На платформе Instagram Коков ведёт личный блог, имея 180 000 подписчиков.
3 октября 2019 года депутаты парламента Кабардино-Балкарии единогласно проголосовали за наделение Кокова полномочиями главы республики на 5 лет.
С 27 января по 21 декабря 2020 года — член президиума Государственного Совета Российской Федерации.
3 октября 2024 года депутаты парламента Кабардино-Балкарской Республики переизбрали Казбека Кокова главой республики на второй срок.

## Семья
Женат. Супруга — Лиана Руслановна Кокова (в девичестве Гятова), преподаватель трудового права в государственном университете в Нальчике. Воспитывают двух дочерей: Виолетта (род. 2001) и Наина (род. 2004)
.

## Санкции
24 февраля 2023 года Госдепом США Коков включён в санкционный список лиц причастных к «осуществлению российских операций и агрессии в отношении Украины, а также к незаконному управлению оккупированными украинскими территориями в интересах РФ», в частности за «призыв граждан на войну в Украине».
1 апреля 2023 года внесён в санкционный список Украины как «глава государственного органа, осуществлявший поддержку/поощрение/публичное одобрение политики РФ, направленной на проведение военных действия и геноцид гражданского населения в Украине».